# Église Notre-Dame-de-Consolation de Marsaskala
Pour les articles homonymes, voir Église Notre-Dame de Consolation.
L'église Notre-Dame-de-Consolation, communément appelée Tal-Markiża, est une église catholique située à Marsaskala, à Malte.

## Historique
Construite au XVIIIe siècle, elle sert aujourd'hui à l'adoration eucharistique perpétuelle.